# Paradiso amaro
Paradiso amaro (The Descendants) è un film del 2011 diretto da Alexander Payne e basato sull'omonimo romanzo di Kaui Hart Hemmings.

## Trama
Honolulu, Hawaii. Matt King, discendente di una facoltosa famiglia, è un avvocato specializzato in transazioni immobiliari. Quando un giorno sua moglie Elizabeth entra in coma irreversibile dopo un incidente nautico al largo di Waikiki, Matt si ritrova a mettere in discussione la propria vita: cerca quindi di recuperare il rapporto con le due figlie, la ribelle Alexandra e la piccola Scottie, ma nel frattempo viene continuamente rimproverato dal suocero Scott, che non riesce ad accettare la situazione di coma irreversibile in cui si trova la figlia. Attraverso Alexandra, Matt giunge all'amara scoperta che la moglie aveva un amante, cosa che aveva portato madre e figlia a litigare furiosamente e ad allontanarsi.
Mentre accade tutto ciò, Matt deve anche gestire un importante affare riguardante la possibile vendita dei territori di famiglia sull'isola di Kauai (ereditati dai trisnonni Margaret Keʻalohilani, principessa nativa, ed Edward King, banchiere bianco figlio di missionari), di cui è amministratore fiduciario in comproprietà tra lui e i suoi cugini, a causa di una norma contro la perpetuità che obbliga a sciogliere il trust: Matt ha sempre sapientemente gestito le proprie finanze, mentre la maggior parte dei suoi cugini hanno sperperato le proprie eredità, e quelli più interessati al contratto (con l'eccezione di Connie e Dave, i quali sostengono Matt) gli fanno pressioni per vendere i territori, che valgono centinaia di milioni di dollari.
Due cari amici di famiglia rivelano a Matt che Elizabeth non era soddisfatta del matrimonio e stava per chiedergli il divorzio per poter stare con il suo amante, Brian Speer, un agente immobiliare. Dopo aver organizzato un incontro per comunicare agli amici delle condizioni di Elizabeth, Matt decide che anche Brian deve avere l'opportunità di darle un ultimo saluto, così parte per Kauai insieme alle sue figlie e a Sid, strano amico di Alexandra che Matt è costretto a portarsi dietro. Arrivato dal cugino Hugh, questi menziona che Brian è una persona senza scrupoli e difatti è anche il cognato di Don Hollitzer, l'acquirente al quale i cugini intendono vendere i territori, per cui Brian sta per ottenere una piccola fortuna grazie alla commissione di vendita. Matt si confronta con Brian e lo informa del fatto che Elizabeth sta morendo, offrendogli l'opportunità di vederla un'ultima volta: Brian però rifiuta ammettendo che, sebbene Elizabeth si fosse innamorata di lui, da parte sua è stata solo un'avventura, che ama sua moglie Julie e i loro figli, ed infine si scusa con Matt per il dolore che gli ha causato.
Frustrato dagli eventi, Matt decide che è giunto il momento che Scottie sappia dell'inevitabile morte di Elizabeth, alla quale vengono staccate le macchine che la alimentano, come aveva richiesto nel suo testamento biologico. Il suocero redarguisce Matt per non essere stato un marito più presente e amorevole; decidendo di non rivelargli della relazione extraconiugale della moglie, Matt si dice d'accordo, ma, inaspettatamente, Sid e Alexandra lo difendono. Julie, dopo aver appreso del tradimento del marito e avendo realizzato che Brian non andrà in ospedale da Elizabeth, decide di andarci al posto suo: piangendo, ammette di odiare Elizabeth per aver cercato di distruggere la sua famiglia, ma la perdona.
Alla riunione della famiglia, Matt decide di non firmare il contratto di vendita per mantenere il controllo di quel lembo di isola e cercare una soluzione diversa al problema posto dalla norma contro le perpetuità (mancano sette anni all'obbligo di vendita). Scioccato, Hugh risponde che lui e gli altri cugini intraprenderanno un'azione legale se Matt insiste nel rifiutare, tuttavia Matt rimane fermo nella propria decisione. 
Matt accetta finalmente il tradimento di Elizabeth e la di lei morte imminente, quindi le dà un bacio d'addio, seguìto da Alex e Scottie, e, una volta cremata, ne spargono le ceneri nell'Oceano Pacifico, al largo di Waikiki. Tornati a casa, i tre siedono insieme sul divano mangiando gelato e guardando in televisione La marcia dei pinguini, avvolti nella coperta che avevano posto su Elizabeth nei suoi ultimi momenti.

## Produzione

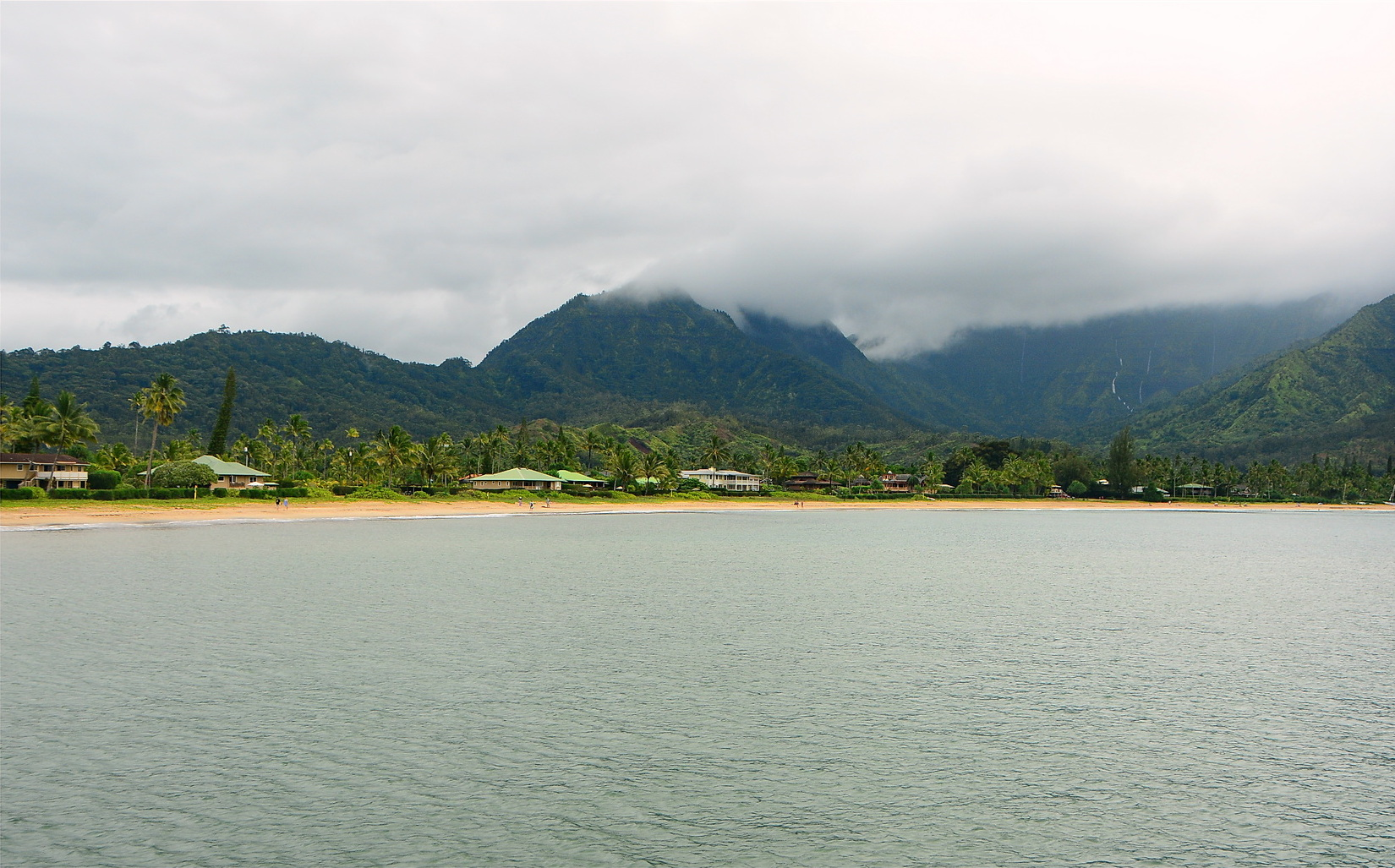
Vista della spiaggia usata nel film

Le riprese, svolte interamente alle Hawaii, sono partite il 15 marzo 2010. La maggior parte di esse è stata effettuata a Honolulu e nei dintorni della Baia di Hanalei. La location usata come casa di Matt King era priva dell'albero di banyan descritto nel libro; i cineasti hanno risolto il problema trapiantandone un esemplare. Per la scena in cui la famiglia King sale su una cresta per guardare oltre la loro terra, è stato utilizzato un ranch di bestiame privato di 3.000 acri sulla costa meridionale di Kauai, Kipu Ranch. Kaui Hart Hemmings, autrice del romanzo su cui è basato il film, ha recitato in un cameo nei panni della segretaria di Matt King; anche suo marito, sua madre e la figlia hanno compiuto delle brevi apparizioni.
Le scene riguardanti il collegio privato frequentato da Alexandra King sono state girate al Mid-Pacific Institute di Oahu. Hemmings ha affermato che la Hawaii Preparatory Academy (che si trova a Kamuela, nell'Isola di Hawaii) è stata l'ispirazione per tale collegio privato.
La post-produzione è iniziata il 14 giugno e si è protratta fino al febbraio 2011.

## Colonna sonora
L'album della colonna sonora è stato pubblicato il 15 novembre 2011. La durata complessiva è 64:54.
1. Ka Makani Ka'ili Aloha – 2:52
Composta da Matthew Kane
Arrangiata e cantata da Gabby Pahinui
Per gentile concessione di Panini Records
2. Kalena Kai – 4:23
Composta da Joh Kalapana
Cantata da Keola Beamer & George Winston
Per gentile concessione di Dancing Cat Records
3. Hi'ilawe – 4:08
Canzone tradizionale
Arrangiata e cantata da Sonny Chillingworth
Per gentile concessione di Dancing Cat Records
4. ’Ülili E – 4:18
Composta da Joh Kalapana
Cantata da Keola Beamer & George Winston
Per gentile concessione di Dancing Cat Records
5. Ka Loke – 3:17
Composta da Mary Heanu & Johnny Noble
Cantata da Makaha Sons & Dennis Pavao
Per gentile concessione di Tropical Music
6. Auwe – 2:16
Composta e cantata da Ray Kane
Per gentile concessione di Cord International-Hana Ola Records
7. Leahi – 3:53
Composta da Mary Robins & Johnny Noble
Cantata da Gabby Pahinui
Per gentile concessione di Panini Records
8. Hawaiian Skies – 2:20
Composta e cantata da Jeff Peterson
Per gentile concessione di Peterson Productions
9. He'eia – 2:44
Composta da David Bray, Linda Bray & Johnny Noble
Cantata da Gabby Pahinui & Sons of Hawaii
Per gentile concessione di Hula Records
10. ’Imi Au lá ’Oe – 3:11
Composta da Charles E. King & Liliʻuokalani
Arrangiata e cantata da Keola Beamer
Per gentile concessione di Dancing Cat Records
11. Kaua’i Beauty – 3:25
Composta da Henry Wai'au
Arrangiata e cantata da Gabby Pahinui
Per gentile concessione di Panini Records
12. Hi’ilawe – 6:12
Canzone tradizionale
Arrangiata e cantata da Gabby Pahinui
Per gentile concessione di Hula Records
13. Wai O Ke Aniani – 2:52
Canzone tradizionale
Arrangiata e cantata da Gabby Pahinui
Per gentile concessione di Panini Records
14. Paka Ua – 3:50
Composta da Ozzie Kotani
Cantata da Ozzie Kotani & Daniel Ho
Per gentile concessione di Daniel Ho Creations
15. Hapuna Sunset – 3:51
Composta e cantata da Charles Michael Brotman
Per gentile concessione di Palm Records
16. Deep In an Ancient Hawaiian Forest – 5:13
Composta e cantata da Makana
Per gentile concessione di Makana Music LLC
17. Mom – 2:53
Composta e cantata da Lena Machado
Per gentile concessione di Cord International-Hana Ola Records
18. Ka Mele Oku’u Puuwai (78rpm Version) – 3:16
Canzone tradizionale
Arrangiata da Solomon Ho'opi'i
Cantata da Sol Hoopii's Novelty Trio
Per gentile concessione di Sony Music Entertainment
Previo accordo con Sony Music Licensing

## Distribuzione
La pellicola è stata presentata in anteprima al Toronto International Film Festival il 13 settembre 2011, e successivamente distribuita negli Stati Uniti prima in forma limitata il 18 novembre, e poi completa il 9 dicembre a cura della Fox Searchlight Pictures. In Italia è stato distribuito il 17 febbraio 2012 da 20th Century Fox, con la direzione del doppiaggio (registrato presso la Time Out Movie, s.r.l.) e l'adattamento dei dialoghi curati da Massimo Giuliani.

## Riconoscimenti
- 2012 - Premio Oscar [8]
  - Migliore sceneggiatura non originale ad Alexander Payne, Nat Faxon e Jim Rash
  - Candidatura per il Miglior film a Jim Burke, Alexander Payne e Jim Taylor
  - Candidatura per il Miglior regista ad Alexander Payne
  - Candidatura per il Miglior attore protagonista a George Clooney
  - Candidatura per il Miglior montaggio a Kevin Tent
- 2012 - Golden Globe [9]
  - Miglior film drammatico
  - Miglior attore in un film drammatico a George Clooney
  - Candidatura per il Miglior regista ad Alexander Payne
  - Candidatura per la Migliore sceneggiatura ad Alexander Payne, Net Faxon e Jim Rash
  - Candidatura per la Miglior attrice non protagonista a Shailene Woodley
- 2012 - Premio BAFTA [10]
  - Candidatura per il Miglior film a Jim Burke, Alexander Payne e Jim Taylor
  - Candidatura per la Migliore sceneggiatura non originale a Alexander Payne, Net Faxon e Jim Rash
  - Candidatura per il Miglior attore protagonista a George Clooney
- 2012 - Golden Trailer Awards [11]
  - Miglior spot televisivo originale (Paradise)
- 2011 - Boston Society of Film Critics
  - Candidatura per il Miglior attore protagonista a George Clooney
  - Candidatura per le Migliori musiche
- 2012 - Broadcast Film Critics Association [12]
  - Miglior attore protagonista a George Clooney
  - Candidatura per il Miglior film
  - Candidatura per il Miglior cast corale
  - Candidatura per il Migliore regia a Alexander Payne
  - Candidatura per la Miglior attrice non protagonista a Shailene Woodley
  - Candidatura per la Miglior giovane interprete a Shailene Woodley
  - Candidatura per la Migliore sceneggiatura non originale a Alexander Payne, Net Faxon e Jim Rash
- 2011 - National Board of Review Awards [13]
  - Migliori dieci film
  - Miglior attore protagonista a George Clooney
  - Miglior attrice non protagonista a Shailene Woodley
  - Migliore sceneggiatura non originale a Alexander Payne, Net Faxon e Jim Rash
- 2011 - Central Ohio Film Critics Association Awards [14]
  - Miglior attrice non protagonista a Shailene Woodley
  - Candidatura per il Miglior film
  - Candidatura per il Miglior cast
  - Candidatura per il Miglior attore protagonista a George Clooney
  - Candidatura per il Attore dell'anno a George Clooney
  - Candidatura per la Miglior performance rivelazione a Shailene Woodley
- 2011 - Chicago Film Critics Association
  - Candidatura per il Miglior film
  - Candidatura per la Migliore regia a Alexander Payne
  - Candidatura per il Miglior attore protagonista a George Clooney
  - Candidatura per la Miglior attrice non protagonista a Shailene Woodley
  - Candidatura per la Miglior performance rivelazione a Shailene Woodley
  - Candidatura per la Migliore sceneggiatura non originale a Alexander Payne
- 2012 - Independent Spirit Awards [15]
  - Miglior attrice non protagonista a Shailene Woodley
  - Migliore sceneggiatura a Alexander Payne, Net Faxon e Jim Rash
  - Candidatura per il Miglior film a Jim Burke, Alexander Payne e Jim Taylor
  - Candidatura per la Migliore regia a Alexander Payne
- 2012 - Kansas City Film Critics Circle Awards [16]
  - Miglior film
  - Miglior attore protagonista a George Clooney
- 2011 - Los Angeles Film Critics Association [17]
  - Miglior film
  - Candidatura per la Migliore sceneggiatura a Alexander Payne, Net Faxon e Jim Rash
- 2011 - Satellite Award [18]
  - Miglior film
  - Migliore sceneggiatura non originale a Alexander Payne, Net Faxon e Jim Rash
  - Candidatura per la Migliore regia a Alexander Payne
  - Candidatura per il Miglior attore protagonista a George Clooney
  - Candidatura per la Miglior attrice non protagonista a Shailene Woodley
  - Candidatura per il Miglior montaggio a Kevin Tent
- 2012 - Screen Actors Guild Award [19]
  - Candidatura per il Miglior cast
  - Candidatura per il Miglior attore protagonista a George Clooney
- 2011 - Southeastern Film Critics Association Awards [20]
  - Migliori dieci film
  - Miglior film
  - Miglior attore protagonista a George Clooney
  - Migliore sceneggiatura non originale a Alexander Payne, Net Faxon e Jim Rash
  - Candidatura per la Miglior attrice non protagonista a Shailene Woodley
  - Candidatura per il Miglior cast
- 2012 - Writers Guild of America [21]
  - Migliore sceneggiatura non originale a Alexander Payne, Net Faxon e Jim Rash